# Giuseppe Maria Boschi
Giuseppe Maria Boschi (fl. 1698-1744) è stato un basso italiano.

## Biografia
Celebre basso-baritono haendeliano, canta fin da piccolo tra i pueri cantores della Cattedrale di S. Marco a Venezia. A partire dal 1706, si esibisce, sempre a Venezia ai Teatri San Cassiano e San Giovanni Crisostomo, in opere degli italiani Gasparini, Lotti e Caldara. Nel dicembre 1706 canta nella prima assoluta di Flavio Anicio Olibrio di Francesco Gasparini al Teatro San Cassiano con Francesca Vanini e Domenico Cecchi.
Nel 1709 ha il suo primo incontro con Haendel, nell'opera Aci, Galatea e Polifemo, interpretando Polifemo e poi Pallante nel successo della prima assoluta dell'opera Agrippina (Händel). 
Quindi seguì il compositore a Londra, dove divenne il primo basso al nuovo His Majesty's Theatre; debuttò con l'opera Hydaspes di Francesco Mancini (compositore) nel 1710 e l'anno successivo sarà Argante nello stupendo capolavoro di Haendel Rinaldo, nella sua prima esecuzione assoluta.
Successivamente sarà ancora a Venezia, a Dresda con la prima assoluta di Teofane di Antonio Lotti con Margherita Durastanti, Vittoria Tesi e Francesco Bernardi per le nozze di Augusto III di Polonia con Maria Giuseppa d'Austria e tornerà a Londra per eseguire tantissimi ruoli di primo basso nelle opere di Haendel in prima esecuzione assoluta: Radamisto nel 1720, Floridante nel 1721, Emireno in Ottone Re di Germania con Francesca Cuzzoni e Gaetano Berenstadt nel 1723, Lotario nel Flavio (opera) nel 1723, Achilla in Giulio Cesare (Haendel) e Leone nel Tamerlano nel 1724, Garibaldo nella Rodelinda (opera) nel 1725, Ernando nello Scipione con Luigi Antinori nel 1726, Clito in Alessandro (opera) con Faustina Bordoni nel 1726, Ercole in Admeto (Händel) ed Isacio in Riccardo Primo, Re d'Inghilterra nel 1727 e Cosroe nel Siroe ed Araspe nel Tolomeo (opera) nel 1728.
Sempre a Londra nel 1724 canta nella prima assoluta di Vespasiano di Attilio Ariosti e nel 1727 di Astianatte di Giovanni Bononcini.
Al Teatro San Giovanni Grisostomo di Venezia canta nelle prime assolute nel novembre 1728 di Ezio di Nicola Porpora con Domenico Gizzi e Nicolò Grimaldi e in dicembre il protagonista di Catone in Utica di Leonardo Leo con Farinelli.
Il 26 dicembre 1729 esegue al Teatro S. Giovanni Crisostomo la prima assoluta dell'opera Semiramide riconosciuta di N. Porpora, nel ruolo di Ircano, che vede la partecipazione del celebre castrato Carlo Broschi "Farinelli" nel ruolo di Mirteo, e Nicolò Grimaldi "Nicolini" e il contraltista Domenico Gizzi. Torna definitivamente a Venezia, dove sposa il contralto Francesca Vanini.
È stato uno dei cantanti più celebri e virtuosi del suo tempo ed è da considerarsi il primo importante esempio di basso-baritono della storia della Lirica. La sua vocalità infatti era di eccezionale estensione, e gli permetteva di affrontare vocalità diverse, con voce brunita e bel timbro, si ben adattava ai ruoli drammatici, specie delle opere serie di Haendel. In termini moderni lo si sarebbe forse assimilato piuttosto ad un baritono, ma nel suo tempo, non essendo questa definizione ancora di uso comune, era considerato un basso di eccezionale qualità.